# Gravador DVD

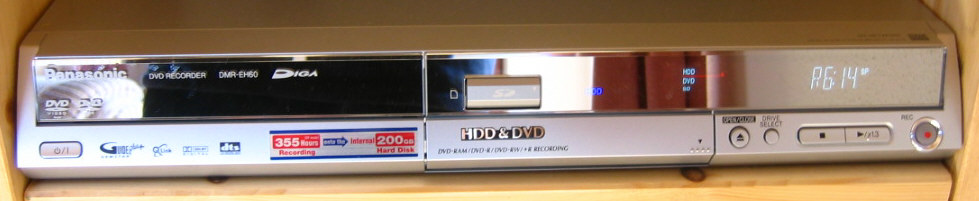
DVR amb gravador DVD.

Un  gravador de DVD  és un perifèric capaç de llegir i gravar en format DVD tot tipus de dades: àudio, vídeo i dades. Els discs DVD gravats poden ser reproduïts en qualsevol reproductor DVD.

## Història
Es pot dir que va aparèixer el gravador de DVD per primera vegada en el mercat de consum japonès l'any 1999, i les primeres unitats eren realment cares, arribant a tenir preus al voltant dels 2.500$ i 4.000$ USD. No obstant això els preus van anar baixant progressivament i ja al començament del 2005, els gravadors de DVD de marques notables es podien arribar a trobar des d'uns 100$ fins a 250$, depenent de les prestacions que oferissin.
Les unitats més antigues suportaven només el format de disc DVD-RAM i DVD-R, però les unitats a partir del 2006 ja podien gravar la majoria dels formats més habituals: DVD-R, DVD-RW, DVD+R, DVD+RW, i DVD+R DL, alguns d'ells estan acoblats a un disc dur com si fossin un Digital video recorder (DVRs) cosa que permet una més gran versatilitat en l'ús.

## Característiques
La mesura de la seva velocitat es realitza mitjançant múltiples de 1.350 Kbytes per segon. És a dir, si un gravador de DVD, té una capacitat de transferència de dades de 6x, significa que és capaç de gravar a una velocitat de 6x1350 = 8100 Kbytes per segon.

### Temps mitjans de gravació
| Velocitat | Temps (minuts) en DVD-R/+R (Valor mitjà) |
| --------- | ---------------------------------------- |
| 2,4 x     | 25min                                    |
| 4x        | 15min                                    |
| 6x        | 10min                                    |
| 8x        | 9min                                     |
| 12x       | 7min                                     |
| 16x       | 6min                                     |

## Avantatges
Els gravadors de DVD tenen diferents avantatges tècnics sobre els VCR, que inclouen:
- Una qualitat superior tant de vídeo i àudio
- Fàcilment manejable i un factor de forma més petit
- Accés aleatori als capítols de vídeo sense rebobinar
- Subtítols multilingües sobre la pantalla i etiquetatge no disponible als VCRs
- Desgast reduït i menys probabilitat de danys en l'aparell de lectura
- Copia digital d'alta qualitat, sense pèrdua de generació (Pèrdua de qualitat en posteriors còpies)
- La capacitat d'edició
- Playlist
- No hi ha risc de registrar accidentalment contingut fora de l'espai previst en el DVD durant la gravació